# Olaf Abshagen
Olaf Abshagen, geb. Kümmel (* 26. April 1983 in Stralsund) ist ein deutscher Handballtorwart.
Der 1,96 Meter große Torwart spielte seit der Saison 2001/2002 beim Stralsunder HV. Nach der Saison 2006/2007 verließ er diesen Verein. Er spielte anschließend beim HC Neuruppin und seit der Saison 2008/09 beim ATSV Habenhausen. Seit seiner Heirat im Jahr 2013 trägt er den Namen Abshagen. 2019 verließ er den ATSV und ging zurück nach Stralsund.